# Bocageopsis
Bocageopsis R.E.Fr. – rodzaj roślin z rodziny flaszowcowatych (Annonaceae Juss.). Według The Plant List w obrębie tego rodzaju znajdują się 4 gatunki. Występuje naturalnie w klimacie równikowym, w północnej części Ameryki Południowej. Gatunkiem typowym jest B. multiflora (Mart.) R.E.Fr.

## Morfologia
PokrójZimozielone drzewa.
LiścieNaprzemianległe, pojedyncze. Liść na brzegu jest całobrzegi.
KwiatyPromieniste, obupłciowe, zebrane w siedzących i gęstych pęczkach. Rozwijają się na pniach i gałęziach (kaulifloria). Są niepozorne. Mają 3 wolne działki kielicha. Płatków jest 6, są wolne, mniej lub bardziej mięsiste. Pręciki są wolne, jest ich od 16 do 23. Zalążnia górna składa się z 3–6 wolnych słupków, każdy z dwoma bocznymi komorami.
OwocePojedyncze, małe. Mają kulisty kształt.

## Systematyka
Pozycja według APweb (aktualizowany system APG III z 2009)
Rodzaj wraz z całą rodziną flaszowcowatych w ramach rzędu magnoliowców wchodzi w skład jednej ze starszych linii rozwojowych okrytonasiennych określanych jako klad magnoliowych.
Lista gatunków
- Bocageopsis canescens (Benth.) R.E.Fr.
- Bocageopsis mattogrossensis (R.E.Fr.) R.E.Fr.
- Bocageopsis multiflora (Mart.) R.E.Fr.
- Bocageopsis pleiosperma Maas